# Lijst van verwijzingen naar Edgar Allan Poe in The Fall of the House of Usher (2023)
Deze lijst van verwijzingen naar Edgar Allan Poe in The Fall of the House of Usher (2023) bevat een overzicht van gebeurtenissen en personages uit de Netflix-miniserie The Fall of the House of Usher uit 2023 die zijn ontleend aan en gebaseerd op het werk en het leven van de Amerikaanse schrijver Edgar Allan Poe. 

## Serietitel "The Fall of the House of Usher"
The Fall of the House of Usher is een kort verhaal van Poe uit 1840. In dit verhaal wordt een naamloze verteller door zijn vriend Roderick Usher uitgenodigd om zijn afgelegen huis te bezoeken, waar deze met zijn tweelingzus Madeline woont, als laatst overgebleven telgen uit het geslacht Usher. Dit gegeven dient als kapstok voor de serie. 

## Afleveringen

### Aflevering 1: A midnight dreary
De titel van de eerste aflevering verwijst naar de openingszin van het gedicht The Raven, die luidt: “Once upon a midnight dreary…” 
Wanneer de moeder van Roderick en Madeline overlijdt in de jaren 60, besluit de tweeling haar te begraven. Tijdens het begraven van hun moeder citeert Roderick uit het gedicht Lenora. 's Nachts blijkt het graf echter opengebroken en leeg, en realiseert de tweeling dat ze hun moeder blijkbaar levend begraven hebben. Levend begraven worden komt in de boeken van Poe meerdere keren voor, waaronder in The Fall of the House of Usher en in De voortijdige begrafenis uit 1844.
Tijdens de begrafenisdienst in 2023 waarin drie van Roderick Ushers kinderen begraven worden, citeert de priester uit de gedichten For Annie uit 1849 en Spirits of the Dead.

### Aflevering 2: The Masque of the Red Death
Het verhaal Het masker van de rode dood uit 1842 wordt gebruikt als plot voor de tweede aflevering uit de serie, die beschrijft hoe Prospero, de jongste telg van Roderick Usher, aan zijn noodlottig einde komt. In het oorspronkelijke verhaal trekt de rijke prins Prospero zich met een aantal uitverkoren edelen, hovelingen en vrienden terug in zijn versterkte abdij, waar ze hun luxueuze leven kunnen voortzetten en beschermd zijn tegen een bloedziekte, de "Rode Dood", die op dat moment als pandemie over het land waart. In de serie is Prospero het verwende jongste zoontje van Roderick Usher, die zijn luxe leven wil veiligstellen door een keten van exclusieve nachtclubs op te zetten, waar alleen de allerrijksten welkom zijn, en waar decadente feesten worden gegeven. Beide Prospero's organiseren vervolgens een gemaskerd feest voor een exclusief gezelschap. In beide gevallen arriveert er halverwege de avond echter een ongenode gast, getooid met een skelettenmasker. In het boek sterven alle gasten vervolgens die avond alsnog aan de Rode Dood. In de serie overlijden de gastheer en zijn gasten door een sprinklerinstallatie waar bijtend zuur uit komt, in plaats van water. Wel is er, in tegenstelling tot in het boek, één - weliswaar zwaargewonde - overlevende.

### Aflevering 3: The Murders in the Rue Morgue
Het verhaal Murder in the Rue Morgue uit 1841 wordt gebruikt als plot voor de derde aflevering uit de serie, die beschrijft hoe Camille, een van de buitenechtelijke kinderen van Roderick Usher, aan haar noodlottig einde komt. Het oorspronkelijke verhaal moet volgens het Poe-museum beschouwd worden als het eerste moderne detectiveverhaal, waarin de hoofdpersoon C. Auguste Dupin diende als inspiratie voor Arthur Conan Doyle's Sherlock Holmes. In het verhaal uit 1841, dat zich afspeelt in Frankrijk, onderzoekt Dupin de brute moord op mevrouw L'Espanaye en haar dochter Camille. Dupin ontdekt dat de moorden gepleegd zijn door een ontsnapte orang-oetan, die aan de Rue Morgue (losjes vertaald: Mortuariumstraat) een huis binnendrong en de beide vrouwen daar doodde. In de serie staan de letters RUE voor Roderick Usher Experimental, een onderzoekscentrum waar medicijnen op dieren worden getest. Zijn telgen noemden het als kind RUE Zoo, vanwege de vele dieren, maar hebben het inmiddels over Rue Morgue, vanwege het vele dierenleed dat er plaatsvindt. In de serie wordt Rodericks dochter Camille L'Espanaye in het onderzoekscentrum bruut vermoord door een ontsnapte chimpansee, wanneer ze in het geheim onderzoekt welke experimenten haar zus Victorine daar op dieren uitvoert.

### Aflevering 4: The Black Cat

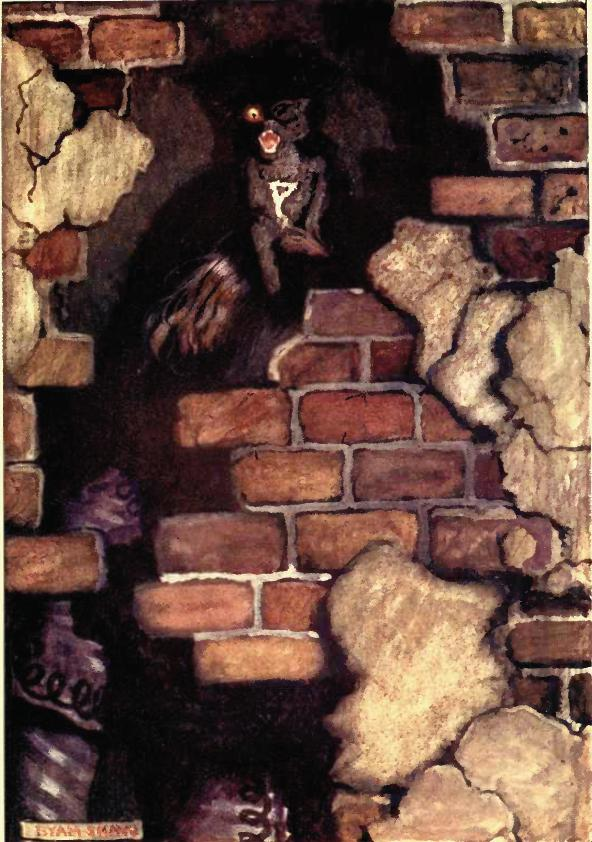
Tekening van Byam Shaw bij The Black Cat in het boek "Selected Tales of Mystery" uit 1909

Het verhaal The Black Cat wordt gebruikt als plot voor de vierde aflevering uit de serie, die beschrijft hoe Napoleon Usher, een van de zonen van Roderick Usher, aan zijn einde komt. Zowel in het boek als in de serie wordt de hoofdpersoon langzaam gek. De hoofdpersoon in het boek drinkt op een avond zodanig veel, dat hij in een dronken bui de kat van zijn vrouw omlegt. In de serie doet de hoofdpersoon, Napoleon Usher, hetzelfde bij de kat van zijn vriend Julius, na een trip door drugsgebruik. In beide gevallen regelt de hoofdpersoon een kat die erop lijkt, om zijn schuldgevoel af te kopen, maar blijkt de kat hem ernstig te kwellen.
In het boek gaat de hoofdpersoon de kat met een bijl te lijf, en doodt daarmee per ongeluk zijn vrouw wanneer ze in de weg loopt. Hij verstopt haar door haar in de spouwmuur van zijn woning te metselen. De politie vindt haar lijk doordat ook de kat per ongeluk mee is ingemetseld, en deze begint te mauwen vanuit de spouwmuur. De politie breekt de muur uit, en vindt het lijk, met de kat op haar schouder. In de serie krijgt de hoofdpersoon het waanidee dat de kat zich in de spouwmuur bevindt, en gaat hij de wanden van zijn appartement met een hamer te lijf. In een hallucinatie ziet hij in een van de gaten die hij geslagen heeft de asielmedewerker, van wie hij de kat heeft gekocht, dood in de spouwmuur zitten, met de zwarte kat op haar hoofd.

### Aflevering 5: The Tell-Tale Heart
Het verhaal The Tell-Tale Heart uit 1843 wordt gebruikt als plot voor de vijfde aflevering uit de serie, die beschrijft hoe Victorine Usher, het oudste buitenechtelijke kind van Roderick Usher, aan haar einde komt. Zowel in het boek als in de serie wordt de hoofdpersoon geplaagd door schuldgevoel. In het oorspronkelijke verhaal stoort de hoofdpersoon zich aan zijn huisgenoot, een oudere man met een glazen oog. Het glazen oog drijft de hoofdpersoon tot razernij. Hij besluit de oudere man te vermoorden en verbergt het lijk vervolgens onder de vloer. Vanaf dat moment denkt hij voortduren het kloppend hart van de gedode man te horen. Uiteindelijk breekt hij en biecht hij zijn daden op aan de autoriteiten.
In de serie maakt Victorine Usher ruzie met haar partner en compagnon Alessandra, over een medisch apparaat tegen hartproblemen dat ze samen hebben uitgevonden, en waarvan het midden op een glazen oog lijkt. Tijdens de ruzie brengt Victorine Alessandra per ongeluk ten val, waarna deze overlijdt. Victorine stopt het apparaat in Alessandra en verbergt haar in een aparte ruimte. Vanaf dat moment denkt ze voortdurend het geklik te horen van het apparaat rond het hart van haar gedode vriendin. Uiteindelijk breekt ze, en steekt ze zichzelf dood.

### Aflevering 6: The Gold-Bug
In tegenstelling tot wat de titel van de aflevering The Gold-Bug doet vermoeden, is het verhaal The Gold-Bug niet gebruikt als plot voor de zesde aflevering uit de serie, die beschrijft hoe Tamerlane Usher, de oudste dochter van Roderick Usher, aan haar einde komt. Het oorspronkelijke verhaal uit 1843 gaat namelijk over William Legrand, die gebeten wordt door een gouden kever, en daarna een geheime boodschap vindt die hem naar een verborgen piratenschat brengt. Enkel het logo van de gouden kever is aan de boeken ontleend. Wel zit er thematiek uit het gedicht Tamerlane uit 1827 verwerkt in de aflevering. In dit gedicht, gewijd aan de veertiende-eeuwse krijgsheer Tamerlane, verzucht de hoofdpersoon op zijn sterfbed dat hij tot zijn spijt in zijn leven altijd macht boven liefde verkoos. In de serie verkiest Tamerlane Usher haar merk Gold-Bug boven haar echtgenoot William Wilson. De wijze waarop Tamerlane haar eind vindt, is te relateren aan het korte verhaal William Willson, waarin ene William Wilson een dubbelganger treft die op zoveel fronten identiek aan hem is, tot zijn naam aan toe, dat hij hem probeert te vermoorden. In de serie is het Tamerlane, die in de spiegels van haar huis - en dat zijn er nogal wat - een dubbelganger treft met het hoofd van Verna. Verna treitert haar, waarna Tamerlane haar spiegelbeelden te lijf gaat, tot een glasscherf haar fataal wordt.

### Aflevering 7: The Pit and the Pendulum
De zevende aflevering uit de serie beschrijft hoe Frederick Usher, de oudste zoon van Roderick Usher, aan zijn einde komt.
Parallellen zijn aanwezig met het gedicht Morella uit 1835. In het gedicht wenst de hoofdpersoon zijn vrouw dood, en begint hij ook zijn dochter te haten wanneer zijn vrouw eenmaal is overleden en hij zich realiseert hoe veel ze op haar moeder lijkt. In de serie is Frederick zijn vrouw Morelle gaan haten, omdat ze aanwezig was op het hedonistische feest van zijn broertje Prospero. Hij verdenkt haar van ontrouw, en richt zijn woede op den duur ook op zijn dochter Lenore. Als wraakoefening trekt hij met een tang de tanden uit de mond van zijn vrouw, zodat ze haar mooie lach kwijt is, een verwijzing naar het verhaal Berenice.
De wijze waarop Frederick vervolgens sterft, is ontleend aan het verhaal The Pit and the Pendulum uit 1843. In het oorspronkelijke verhaal wordt een gevangene opgesloten door de Spaanse Inquisitie, in een cel met meerdere bedreigingen die tot zijn dood zouden kunnen leiden, waaronder een flinke slinger. Uiteindelijk weet hij ternauwernood aan alle dreigingen te ontsnappen. In de serie besluit Frederick Usher nog een laatste blik te werpen in het pand waar zijn broertje Prospero zijn feest had gehouden, vijf minuten voordat het - op Fredericks eigen verzoek - gesloopt wordt. Onder invloed van drugs valt hij echter verlamd neer binnen in het pand, en ziet het gebouw boven zich gesloopt worden. Frederick krijgt een visioen van Verna, die hem toefluistert dat ze meerdere ideeën had om hem te laten sterven. Een langzaam zakkende slinger leidt uiteindelijk tot zijn langzame dood.

### Aflevering 8: The Raven
Voor de achtste en laatste aflevering uit de serie is geput uit meerdere bronnen.
Het verhaal The Cask of Amontillado wordt gebruikt als de aanleiding in 1979 die leidt tot de noodlottige gebeurtenissen in 2023. In het oorspronkelijke verhaal neemt ene Montresor wraak op ene Fortunato. Fortunato is een goedlachse, naïeve man gekleed in een narrenpak. Hij heeft Montresor in het openbaar beledigd, waarna Montresor besluit om hem te vermoorden. Om dat voor elkaar te krijgen, lokt Montresor Fortunato zijn kelder in, zogenaamd om te proeven van een vat Amontillado. In plaats daarvan voert hij hem dronken, ketent hij hem vast aan de muur en metselt hij hem daar vervolgens in. In de serie nemen Roderick en Madeline op vergelijkbare wijze wraak op hun baas Rufus Griswold. Ze voeren hem echter niet dronken, maar serveren hem een glas vergiftigde Amontillado. Net als in het verhaal The Imp of the Perverse, waarin een moordenaar een moord pleegt om het vastgoed van zijn slachtoffer te kunnen erven, levert de moord door Roderick en Madeleine op Griswold in de serie de leiding over het bedrijf Fortunato op.
Nadat in de serie alle kinderen van Roderick Usher om het leven gekomen zijn, sterft ook zijn geliefde kleinkind Lenore. De scene waarin Roderick Usher treurt om haar dood, is geïnspireerd op het gedicht The Raven. Het gedicht beschrijft een man die treurt over het verlies van zijn geliefde Lenore, maar die in zijn rouwproces gestoord wordt door een raaf, die herhaaldelijk het woord "Nevermore" uitspreekt, om aan te geven dat er niets aan het lot valt te veranderen. Zowel in het oorspronkelijk verhaal als in de serie landt de raaf op een borstbeeld van Pallas Athene, dat zich in de kamer bevindt.
Het slot van het verhaal vangt aan wanneer Roderick Usher alles aan zijn bezoeker verteld heeft wat hij had willen vertellen. Het bevat elementen van Some Words with a Mummy, en leunt sterk op het einde van het korte verhaal The Fall of the House of Usher. In het verhaal van Poe heeft Madeline een ziekte waardoor ze haar ledematen niet kan bewegen. Roderick neemt daarom aan dat ze dood is, en begraaft haar onder het huis. In de serie is niet een ziekte de oorzaak van Madelines toestand, maar is Madeline door haar broer vergiftigd. Zowel in het boek als in de serie blijkt Madeline echter nog te leven, en stormt ze de kamer binnen. Madeline vermoordt vervolgens haar broer, in het boek doordat haar broer sterft van angst, en in de serie doordat ze hem wurgt. Net als in het boek redt de bezoeker vervolgens zijn vege lijf door net op tijd naar buiten te rennen voordat het huis van de familie Usher instort.

## Personages

### Hoofdpersonages
- Verna, een geheimzinnig bovennatuurlijk personage, dat van gedaante kan veranderen, en erop uit is om het lot een handje te helpen. Het personage is ontleend aan het gedicht The Raven, waarin een raaf de hoofdpersoon wijst op zijn lotsbestemming. Verna is een anagram voor raven, het Engelse woord voor raaf.
- Roderick en Madeline Usher, de beide hoofdpersonages in de serie, zijn ontleend aan het verhaal The Fall of the House of Usher. Zowel de namen als de wijze waarop de beide Ushers in de serie sterven, komen in het verhaal terug.

### Telgen van de familie Usher
- Eliza Usher, de moeder van hoofdpersonages Roderick en Madeline, deelt haar voornaam met Poe's biologische moeder Eliza Poe, en met de tweede naam van zijn nicht Virginia Eliza Clemm Poe, met wie hij trouwde.
- Frederick Usher, de oudste zoon van hoofdpersonage Roderick Usher, is ontleend aan Frederick von Metzengerstein, de hoofdpersoon in het verhaal Metzengerstein uit 1843, een onuitstaanbare man die het familiefortuin erft, en uiteindelijk sterft wanneer het kasteel instort waarin hij zich bevindt.
- Tamerlane Usher, de oudste dochter van hoofdpersonage Roderick Usher, draagt de naam van het gedicht Tamerlane, dat in werkelijkheid gaat over de krijgsheer Timoer Lenk, die macht verkoos boven liefde.
- Victorine Lafourcade, een van de dochters van Roderick Usher. De naam is geïnspireerd op Victorine Lafourcade uit het verhaal De voortijdige begrafenis uit 1844.
- Camille L'Espanaye, een van de dochters van Roderick Usher. Zowel haar naam als de wijze en de locatie waarop ze aan haar einde komt, zijn afgeleid van de personages mevrouw L'Espanaye en haar dochter Camille uit The Murders in the Rue Morgue.
- Napoleon Usher, een van de zonen van Roderick Usher. De naam is geïnspireerd op Napoleon Bonaparte Froissart, de hoofdpersoon uit het verhaal The Spectacles uit 1844. Dit verhaal gaat over een man die weigert om zijn bril op te zetten. Daardoor ziet hij de zaken om zich heen anders dan ze in werkelijkheid zijn.
- Prospero Usher, de jongste zoon van Roderick Usher. Zowel zijn naam, zijn persoonlijkheid als de wijze waarop hij aan zijn einde komt, zijn afgeleid van het personage Prins Prospero uit Het masker van de rode dood.
- Lenore Usher, dochter van Frederick en Morelle, en het enige kleinkind van Roderick Usher. Zowel haar naam als het feit dat ze overlijdt en er iemand om haar treurt, is afkomstig uit het gedicht The Raven. Daarnaast is er het gedicht Lenora uit 1831 dat haar naam draagt.

### Partners van de familie Usher
- Juno Usher, de veel jongere tweede vrouw van Roderick Usher, zou een verwijzing kunnen zijn naar het leeftijdsverschil tussen Poe en zijn vrouw Virginia Eliza Poe, met wie hij 14 jaar scheelde. Enkel op basis van haar naam zou het ook een verwijzing kunnen zijn naar het gedicht Eureka, waarin een Juno voorkomt.
- Morelle "Morry" Usher, de geleerde echtgenote van Frederick Usher en moeder van Lenore, dankt haar naam aan het gedicht Morella uit 1835.
- William "Bill" T. Wilson, de echtgenoot van Tamerlane Usher, de oudste dochter van Roderick Usher. Zijn naam is ontleend aan het hoofdpersonage William Wilson uit het gelijknamige korte verhaal uit 1839.
- Alessandra Ruiz, de vriendin van Victorine Lafourcade, is waarschijnlijk geïnspireerd op een van de personages in Poe's enige toneelstuk Politan uit 1835.
- Julius is de vriend van Napoleon Usher. Zijn naam is ontleend aan The Journal of Julius Rodman.

### Andere personages uit het verleden (1953-1980)
- William Longfellow, de harteloze baas van Eliza Usher bij het bedrijf Fortunato, is een verwijzing naar de dichter Henry Wadsworth Longfellow, een dichter en tijdgenoot van Poe die aanvankelijk door Poe werd bewonderd, maar op een zeker moment door Poe werd beschuldigd van plagiaat.
- Rufus Wilmot Griswold, de harteloze baas van Roderick en Madeline Usher bij het bedrijf Fortunado, en opvolger van William Longfellow, is afgeleid van de Amerikaanse schrijver met dezelfde naam, die bij leven een grote tegenstrever van Poe was, en die zich zelfs tot na diens dood meerdere keren negatief uitliet over Poe's werk.
- Annabel Lee, de eerste vrouw van Roderick, is vernoemd naar het gelijknamige gedicht Annabel Lee. Het personage in de serie wordt, net als de Annabel Lee in het gedicht, beschreven als een verloren geliefde.

### Andere personages uit het heden (2023)
- Arthur Pym, de advocaat en fikser van de familie Usher, is ontleend aan de hoofdpersoon uit The Narrative of Arthur Gordon Pym of Nantucket. Net als in het boek heeft ook de Pym uit de serie een verleden als avonturier en wereldreiziger.
- Auguste Dupin, de jurist die probeert om de familie Usher voor het gerecht te brengen, is ontleend aan de amateurdetective C. Auguste Dupin, die voorkomt in de verhalen The Murders in the Rue Morgue, The Purloined Letter en The Mystery of Marie Rogêt.
- Toby is een van beide assistenten en minnaars van Rodericks dochter Camille. Zijn naam is ontleend aan het personage Toby Dammit uit Never Bet the Devil Your Head.
- Richard Parker wordt als personage genoemd, maar komt niet zelf in de serie voor. Arthur Pym zegt in de zesde aflevering terloops dat hij een eetafspraak heeft met ene Richard Parker. In het boek The Narrative of Arthur Gordon Pym of Nantucket verliest het schip van Arthur Pym haar koers, en besluit de hongerige bemanning om het jonge bemanningslid Richard Parker op te eten.
- John Neal, de rechter in de laatste lopende rechtszaak tegen de Ushers, is op de hand van de familie Usher, en gemodelleerd naar de Amerikaanse schrijver John Neal die Poe in 1829 ontdekte en prees als veelbelovende nieuwe schrijver.

### Overig
- De pijnstiller Ligadone was waarschijnlijk gebaseerd op de naam van een personage in het verhaal Ligeia uit 1838.
- Het bedrijf Fortunato Pharmaceuticals is vernoemd naar een personage in The Cask of Amontillado.
- De Egyptische blauwe edelstenen die Roderick op de kop heeft getikt, zijn een verwijzing naar het verhaal Some Words with a Mummy.
- Grampus is het koosnaampje dat Lenora voor haar opa gebruikt. Later bouwt Lenora met haar opa een schip in een fles, en stelt ze voor om het schip Grampus te dopen. Het woord Grampus verwijst naar de naam van het schip waarmee Arthur Pym op reis gaat in het boek The Narrative of Arthur Gordon Pym of Nantucket.
- Er wordt met regelmaat geciteerd uit verschillende gedichten, waaronder The City and the Sea,[1] en het gedicht Eleonora.
- Het huisnummer van de familie Longfellow is 2640, wat overeenkomt met dat van het voormalige woonhuis van Poe in New York.[2]
- Morella en Lenora Usher kijken in aflevering zes samen naar de op Poe’s werk geïnspireerde film The Raven uit 1935. De scene die in beeld gebracht wordt, verwijst naar The Pit and the Pendulum.[2]